# 若槻文三
若槻 文三（わかつき ぶんぞう、1930年10月3日 - 1993年）は、日本の脚本家。本名は金本明。大阪府生まれ。関西学院大学出身。

## 経歴
1966年、TBSのドラマ『月曜日の男』でプロデューサー、脚本、監督を務めていた飯島敏宏の誘いで『ウルトラマン』の脚本を執筆。これをきっかけに円谷プロ作品の常連ライターとして活躍。同社の作品については、テレビシリーズ18番組、長編テレビ映画3作、新撮劇場映画2作（他に再編集物が2作）という、群を抜いて最多参加の脚本家であった。テレビドラマデビュー作でもあり、1958年から関西ローカル局で長期間放送された刑事ドラマの『部長刑事』では、多くの脚本家の中で最も長きに渡り執筆を担当した一人でもある。

## 主な参加作品

### テレビドラマ
- 部長刑事（1958年、朝日放送）
- 月曜日の男（1961年、TBS）
- オレとシャム猫（1969年、TBS）
- 女殺し屋 花笠お竜（1969年、東京12チャンネル）
- 土曜ワイド劇場（テレビ朝日）
  - 白い手 美しい手 呪いの手（1979年）
  - 怪奇! 金色の目の少女（1980年）
  - 呪いのマネキン人形（1984年）
- 十五少年漂流記 忘れられない夏休み（1986年、TBS）
- B級ホラー WARASHI!（1991年、TBS）※遺作[6]

### 特撮・アニメ
- ウルトラマン（1966年、TBS）
- ウルトラセブン（1967年、TBS）
- 長篇怪獣映画ウルトラマン（1967年、劇場作品）※共同脚本
- マイティジャック（1968年、フジテレビ）
- 戦え! マイティジャック（1968年、フジテレビ）
- 怪奇大作戦（1968年、TBS）
- チビラくん（1970年、日本テレビ）[7]
- ミラーマン（1971年、フジテレビ）[8]
- 快傑ライオン丸（1972年、フジテレビ）
- トリプルファイター（1972年、TBS）[9]
- ファイヤーマン（1973年、日本テレビ）[9]
- 恐怖劇場アンバランス（1973年[10]、フジテレビ）
- ジャンボーグA（1973年、毎日放送）
- ジャンボーグA&ジャイアント（1974年[11]、劇場作品）
- ウルトラマンレオ（1974年、TBS）
- SFドラマ 猿の軍団（1974年、TBS）
- ウルトラ6兄弟VS怪獣軍団（1974年[12]、劇場作品）
- プロレスの星 アステカイザー（1976年、NET）[9]
- 恐竜大戦争アイゼンボーグ（1977年、東京12チャンネル）
- スターウルフ（1978年、よみうりテレビ）
- 恐竜戦隊コセイドン（1978年、東京12チャンネル）
- ザ☆ウルトラマン（1979年、TBS）
- ウルトラマン怪獣大決戦（1979年、劇場作品）[13]
- ウルトラマン80（1980年、TBS）

### 未映像化作品
- 大激流（ウルトラセブン）
- 死を配達する男X（怪奇大作戦）